# 아마란테 백작 프란시스쿠 실베이라
프란시스쿠 다 실베이라(Francisco da Silveira Pinto da Fonseca Teixeira)는 제1대 아마란테 백작으로 나폴레옹 전쟁의 일부인 반도 전쟁과 오렌지 전쟁에 참여한 인물이다.

## 반도 전쟁
아마란테 백작은 포르투갈군이 국경지대에서 해안가로 이동하기 시작한 1807년부터 기병을 이끌었다. 그는 아베이로에 있었고 제6여단, 제9여단, 제11여단, 제12여단이 전멸했다는 것에 코임브라로 소환되었다. 군주의 몰락으로 그는 영국 배를 타고 포르투로 이동했으며 이후에는 브라질로 이동할 것이라 생각했다. 그의 계획은 수포로 돌아갔고, 그는 빌라 헤알로 도망쳤는데, 이것이 1808년 합법 정부의 투표에 찬성하는 요인으로 작용한다.
1809년 3월 그는 샤베스 포위에서 프랑스군을 공격하는데 성공했다. 1809년 4월 31일부터 1809년 5월 3일까지 제2차 포르투 전투에서 그는 아마란테를 탈환하는데 성공했다. 그는 니콜라 장드듀 술트의 병력을 봉쇄하는데 성공했다. 그는 아서 웰즐리 휘하의 포르투갈 사단을 1813년 6월 21일 비토리아 전투에서 이끌었다.

## 참고 자료
- Gates, David (2002), 《The Spanish Ulcer: A History of the Peninsular War》, London: Pimlico, ISBN 0-7126-9730-6
- Glover, Michael (2001), 《The Peninsular War 1807-1814》, London (England), United Kingdom: Penguin, ISBN 0-14-139041-7
- Smith, Digby (1998), 《The Napoleonic Wars Data Book》, London (England), United Kingdom: Greenhill Books, ISBN 1-85367-276-9
- 《Nobreza de Portugal e Brasil》 (포르투갈어) III II판, Lisbon, Portugal: Direcção de Afonso Eduardo Martins Zuquete/Editorial Enciclopédia, 1989, 373–375쪽